# Дом Халибова
Дом  Халибова (Дом Кузьменко-Полонского) — полутораэтажное здание в городе Таганроге Ростовской области. Памятник культурного наследия регионального значения. Решение № 301 от 18.11.92 года.
Адрес:  г. Таганрог, ул. Греческая, 58.

## История

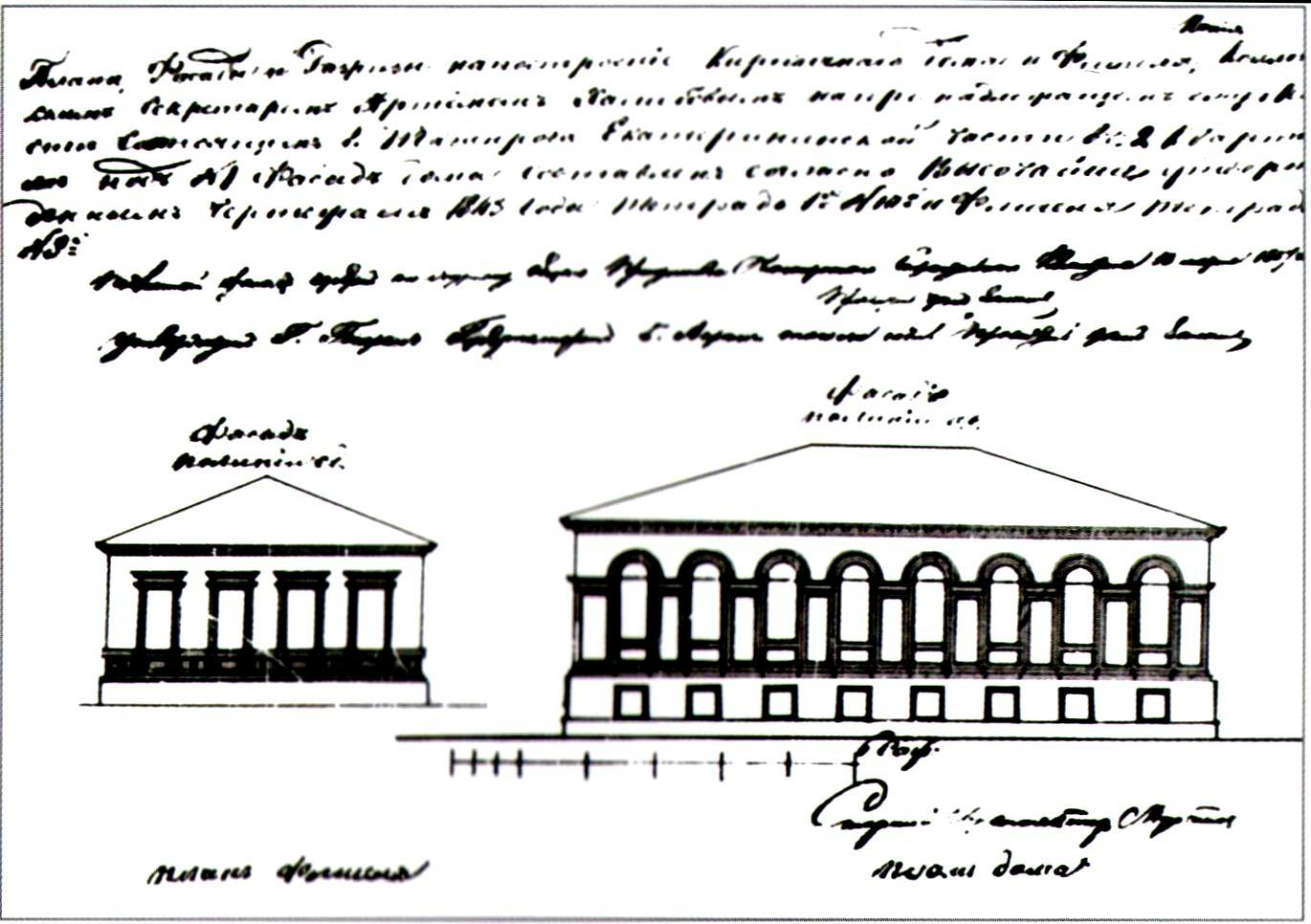
Греческая ул., 58. Проект 1857 г. Арх. Муратов. ГАРО.

Полутораэтажный дом в городе Таганроге по ул. Греческая, 58 с восемью окнами по фасаду построено в 1857 году на средства коллежского секретаря Артемия Павловича Халибова.
А. П. Халибов, армянин по национальности из Нахичевани-на-Дону, где также имел дом, был богатым человеком, занимался благотворительной деятельностью, был членом совета Приказа Общественного Призрения. В 1865 году был избран членом таганрогского городского попечительства Николаевского детского приюта.
После смерти Халибова в конце 1870-х годов, владелицей дома по наследству стала его дочь Нурик. Вскоре она вышла замуж за купца, потомственного почетного гражданина Александра Егоровича Ходжаева. До начала XX века семья владела зданием.
До 1925 года последними владельцами здания был известный комик и опереточный антрепренёр Александр Семенович Кузьменко-Полонский с его супругой Марией Павловной Ивановой. В 1925 году здание было национализировано. В годы советской власти в этом доме работала детская больница, все кабинеты которой были больничными палатами. В настоящее время в этом здании находится Комитет по управлению имуществом города Таганрога.
Рядом со зданием устроена каменная лестница —  спуск к морю.

## Архитектура
Дом по ул. Греческая, 58 относится к наиболее распространенным типом таганрогских зданий в середине XIX века. В это время в городе строились преимущественно полутора- и двухэтажные жилые дома с пятью или семью окнами по фасаду. В сохранившихся чертежах домов 1850-х годов со ссылками на альбом и номер «образцового» проекта, согласно особому указу 1856 года, допускалось четное количество окон на фасаде (шесть или восемь).
Сохранился проект этого здания, подписанный городским архитектором Муратовым на строительство полутораэтажного дома с восемью фасадными окнами коллежскому для Артемия Халибова на Греческой улице № 58 около Депальдовской лестницы (1857; илл. 133-135).
В проекте фасад дома оформлялся безакцентно, отсутствовала, свойственная классицизму, центрально-осевая схема. В 1880-е годы слева к зданию хозяева пристроили двухэтажный парадный вход с прямоугольным окном. Пристройка нарушило строй полукруглых арочных обрамлений оконных проемов главного фасада. Архитектурное построение дома полностью сохранилось до наших дней. Здание является объектом культурного наследия регионального значения.